# کوستیا اولمان
کوستیا اولمان (انگلیسی: Kostja Ullmann؛ زادهٔ ۳۰ مهٔ ۱۹۸۴) یک هنرپیشه اهل آلمان است. وی از سال ۱۹۹۸ میلادی تاکنون مشغول فعالیت بوده‌است.
از فیلم‌ها یا برنامه‌های تلویزیونی که وی در آن نقش داشته است می‌توان به تحت تعقیب‌ترین مرد، یاقوتی اشاره کرد.